# Ordem dos Frades Menores Conventuais
A Ordem dos Frades Menores Conventuais (ou Ordem dos Franciscanos Conventuais) é um ramo da ordem religiosa que foi fundada por São Francisco de Assis em 22 de dezembro de 1209 com o nome original de Ordem dos Frades Menores e à qual foi acrescentado o título de Conventuais.
Mais tarde, houve acentuadas reformas ao carisma deste ramo dando origem aos Conventuais Reformados (1557-1668) e os Frades Franciscanos da Imaculada (1970). São responsáveis pela orientação espiritual das Clarissas Urbanistas.

## Uso do nome

### História
O nome próprio dado por São Francisco de Assis a sua ordem é Ordo Fratrum Minorum, é este que se tornou característico e oficial na Igreja, sendo o nome utilizado por todas as reformas e pequenos grupos que iam surgindo no interior da Ordem.
Até o ano de 1430, surgiram diversas reformas e grupos, como os Coletanos, os Vilacrecianos, os da Comunidade (Conventuais), os Observantes, os Amadeitas e os Martinianos. No Capítulo Generalíssimo de Roma de 1517 o papa Leão X, uniu aos Observantes todas as reformas menores e constituiu uma única família juridicamente autônoma com Ministro Geral próprio, separando a Ordem em dois ramos: Observantes e Conventuais.
Em 1897, o nome de Ordem dos Frades Menores foi confirmado a esta família pelo Papa Leão XIII, na unificação das suas quatro famílias históricas: Observantes, Reformados, Alcantarinos e Recoletos. A nova família unificada tem nome de OFM a partir de 04.10.1897, junto com a precedência de honra sobre as outras duas famílias da Primeira Ordem, mas juridicamente iguais e autônomas: os Frades Menores Conventuais e os Frades Menores Capuchinhos.

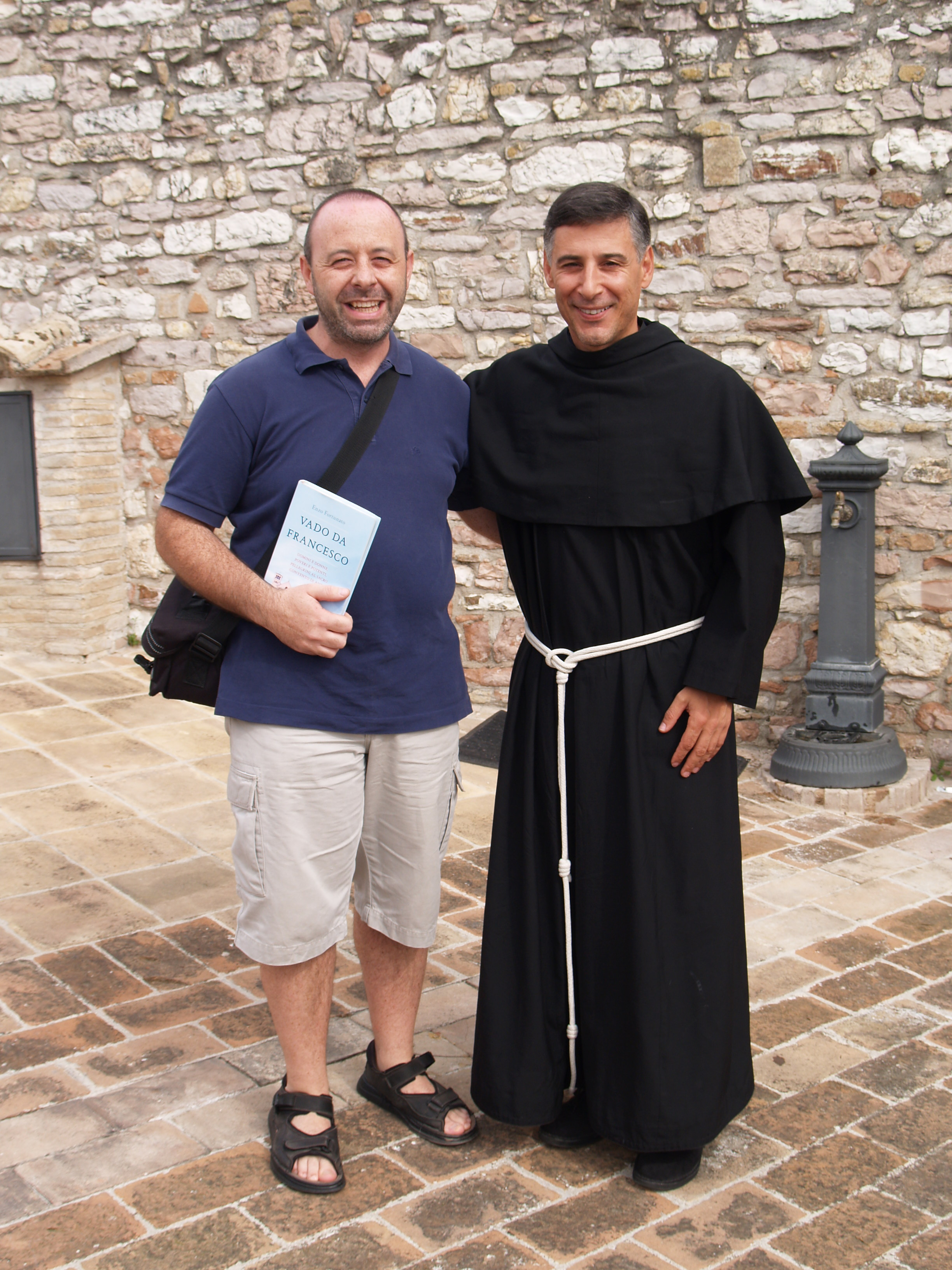
Frade Conventual com hábito cinza escuro.

### Significado do nome
O significado do nome Conventual nem sempre foi o mesmo. Nos inícios da Ordem, ele era genérico, sendo relacionado a tudo que era do Convento, em seguida começou a ser mais específico, ligado a acontecimentos históricos, como: a) viver e operar dos Minoritas naqueles conventos e igrejas que o Papa tinha declarado conventuais; b) instaurar-se e o generalizar-se de um conventualismo ou vida conventual menos rígida e austera que dos eremitérios, mais aberta a dispensas e concessões em referência a pobreza, como também mais ativa com a urgência de estudos e apostolados de cidades; c) difundir este estilo de vida; d) ligar as obras que pertenciam a Ordem; e) finalmente a necessidade de distinguir a comunidade conventual a comunidade de outros grupos.
Hoje, ele se tornou identidade de uma das três grandes famílias da Primeira Ordem fundada por São Francisco, pois fazem parte de um movimento religioso chamado conventualidade. Mas não em todo mundo, na França e nos países de língua francesa são chamados "Cordeliers", na Inglaterra são conhecidos "Grey Friars", na Alemanha "Minoriten" e na Polônia recebem o nome de "Franciszkanie". Os nomes que não são mais usados: "Claustrais" na Espanha e "Barfüsser" (Descalço) na Alemanha.

## História

### Da intuição à instituição (1209-1223)
Desde seu aparecimento, a Ordem dos Frades Menores (Ordo Fratrum Minorum) foi considerada uma verdadeira Ordem religiosa, caracterizada, porém, por diversos elementos de grande novidade em relação ao estilo de vida dos religiosos da época (os monges). Seus membros vinham de todas as camadas da sociedade, tornando-se irmãos em torno do princípio evangélico da fraternidade; os irmãos não viviam em mosteiros, mas eram itinerantes, parando às vezes em eremitérios por breves períodos. Quem os ligava entre si era a figura arrebatadora do fundador Francisco de Assis; o espírito franciscano e a unidade entre os frades eram assegurados pela Regra de Vida, escrita por Francisco, pelo elo da obediência e por um sinal externo: o hábito franciscano, de cor cinza. Duas vezes por ano, os frades se reuniam em capítulos para falar das coisas de Deus, para tomar decisões acerca de seu estilo de vida e cultivar entre si o elo da fraternidade.

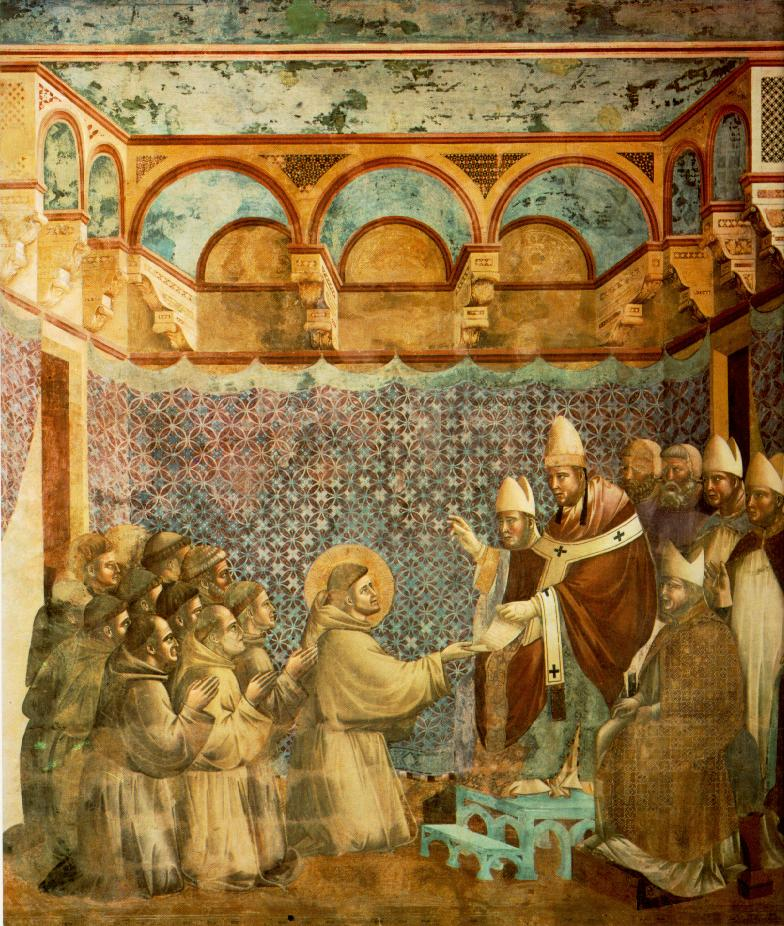
Francisco e seus companheiros diante de Inocêncio III, 1297-1299. Basílica de São Francisco de Assis

Ainda que era um estilo de vida fascinante, logo, porém, começaram a aparecer algumas dificuldades: havia o perigo da ociosidade; já havia frades que perambulavam desligados dos demais; a pobreza radical colocava, por vezes, os frades em situações de extrema penúria; e não havia como amparar os irmãos doentes e velhos.
Por tudo isso, a Ordem Franciscana viveu nos últimos anos da vida de São Francisco de Assis (1220-26) transformações decisivas para o seu futuro, transformações que o próprio Francisco aprovava e procurava harmonizar com o espírito original de sua fraternidade. E assim, foram-se acrescentando outros elementos que caracterizam a vida franciscana: os frades, de itinerantes se tornaram estáveis, morando em conventos; de iletrados, com Santo Antônio e outros, tomaram-se estudiosos da religião; buscou-se uma ligação mais estreita com a hierarquia da Igreja Católica Romana por meio do Cardeal Protetor; o zelo pela pregação do Evangelho levou os frades a transferirem seus conventos para dentro das cidades e a se dedicarem ao trabalho pastoral entre o povo; procuraram meios menos precários de sustento com uma consequente administração mais elaborada.

### Conventualização da Ordem e contrastes com Espirituais (1230-1368)
Já nos últimos anos da vida de São Francisco de Assis a Ordem se encaminhou por uma estrada sugerida tanto pela realidade de uma fraternidade muito numerosa, como pelo empenho de serviços à Igreja sempre mais amplos e diferenciados. Depois da morte de São Francisco a rápida e vasta difusão da ordem religiosa exigiu uma organização mais apropriada e precisa. Isso aconteceu tanto mais facilmente pois São Francisco de Assis não dera uma legislação que prévia de tudo, mas somente orientou linhas programáticas essenciais, colocando em evidência a liberdade evangélica e a responsabilidade pessoal sob a moção do Espírito Santo. E para que não se confundisse a inspiração divina com a subjetividade, quis que ela fosse verificada e garantida pela Igreja Romana.
Tal evolução teve consequências práticas e teóricas relevantes para o modo de viver da fraternidade franciscana, para as suas fontes de sustentação e para a sua estrutura de organização. Produziu uma diversificação em relação ao primitivo estilo de vida com a sua praxe de pobreza material e de trabalho manual. Em vantagem do novo modo de vida conventual estava, porém, a possibilidade de uma mais ampla e articulada atuação da fraternidade na liturgia, na vida comunitária, na programação das atividades, na importância dada aos capítulos e aos encontros de fraternidade e na formação.
Em 1354, a Ordem conseguiu que fossem restabelecidas as constituições de Narbona, com oportunas adaptações. Mas ainda continuavam pesando os efeitos da bula ‘Ad conditorem’ de Papa João XXII, que orientava a administração dos bens nas mãos dos religiosos e a grande facilidade do uso do dinheiro, inclusive para uso pessoal. Em 1395, com Papa Bonifácio IX, a Ordem conseguiu novamente os administradores ou síndicos apostólicos.

### Difícil coexistência dentro da Ordem (1368-1517)
Na polêmica com o grupo dos espirituais não se discutiu o fundamento da pobreza franciscana, mas sim a prática. Ambos os lados consideravam como incontestável que, em virtude da Regra, a Ordem como tal era incapaz de possuir bens. Todavia, enquanto para os espirituais tratava-se do compromisso radical de uma vida pobre, para o grupo da Comunidade, a pobreza consistia na ausência de domínio jurídico dos bens, ainda que se dispusesse de tais bens. Eram muitos os que não viam um fundamento evangélico para semelhante sutileza.
Em 1446, veio a separação real e definitiva entre conventuais e observantes: com a bula ‘Ut sacra’
do Papa Eugênio IV, onde os observantes celebrariam seus capítulos gerais a cada três anos para a eleição do vigário-geral e seus capítulos provinciais para a eleição dos vigários provinciais. O ministro geral confirmaria o vigário-geral e os ministros provinciais confirmariam os vigários provinciais.
O ministro geral Agostinho Rusconi (1443-49) dividiu todos os vicariatos observantes em duas famílias: a Cismontana e a Ultramontana. Em 1451, os observantes ‘ultramontanos’ celebraram em Barcelona um importante capítulo geral, que promulgou as constituições definitivas para a observância ultramotana, os ‘Statuta Barchinonensia’; para a cismontana adaptaram-se, em 1461, as constituições de Martinho V. A observância, que nasceu como um movimento de contestação a certa modalidade de instituição, acabou ela mesma se institucionalizando, sem perder o dinamismo da reforma. Não tardaria a experimentar, em seu próprio seio, a erupção de uma nova contestação.
Para votar ou a tratar de Constituições e do problema da união, foram convocados capítulos ‘generalíssimos’ (Assis 1430, Pádua 1443, Milão 1457, Roma 1458, 1506 e 1517), assim chamados porque junto aos conventuais participavam os delegados dos observantes e das demais reformas. Foram efetivamente ‘generalíssimos’ somente os de Assis de 1430 e 1455 e os de Roma de 1506 e 1517. A tensão entre conventuais e observantes, longe de debilitar o vigor da Ordem e de fazê-la perder a estima, serviu para reavivar, mesmo nos conventuais, os valores do ideal franciscano, resultando em nova euforia como força de primeira linha na Igreja.

### Capítulo Generalíssimo de Roma e a bulaite vos(1517)
Em 1517, Papa Leão X convocou os conventuais e os observantes para um capítulo geral extraordinário; obrigou também a todos os grupos reformados independentes a enviar seus representantes. Naquele soleníssimo capítulo, celebrado em Roma, os conventuais recusaram oficialmente a solução de ser ‘reduzidos’ à observância e de dar à Ordem um geral observante. O papa então decretou a separação total pela bula ‘Ite vós in vineam meam’, invertendo a relação de dependência mantida até então, caso único na história das ordens religiosas: a observância passava a representar hierarquicamente a Ordem; o geral conventual foi obrigado a renunciar ao cargo e entregar o selo da ordem religiosa. A bula ‘Ite vos’ não diz muito, pelo menos diretamente, sobre os Conventuais e sua nova posição dentro da Ordem; ela demanda a outro documento que seguirá e definirá como deverão estar ‘sujeitos e obedientes’ (aos neo-ministros geral e provinciais observantes).

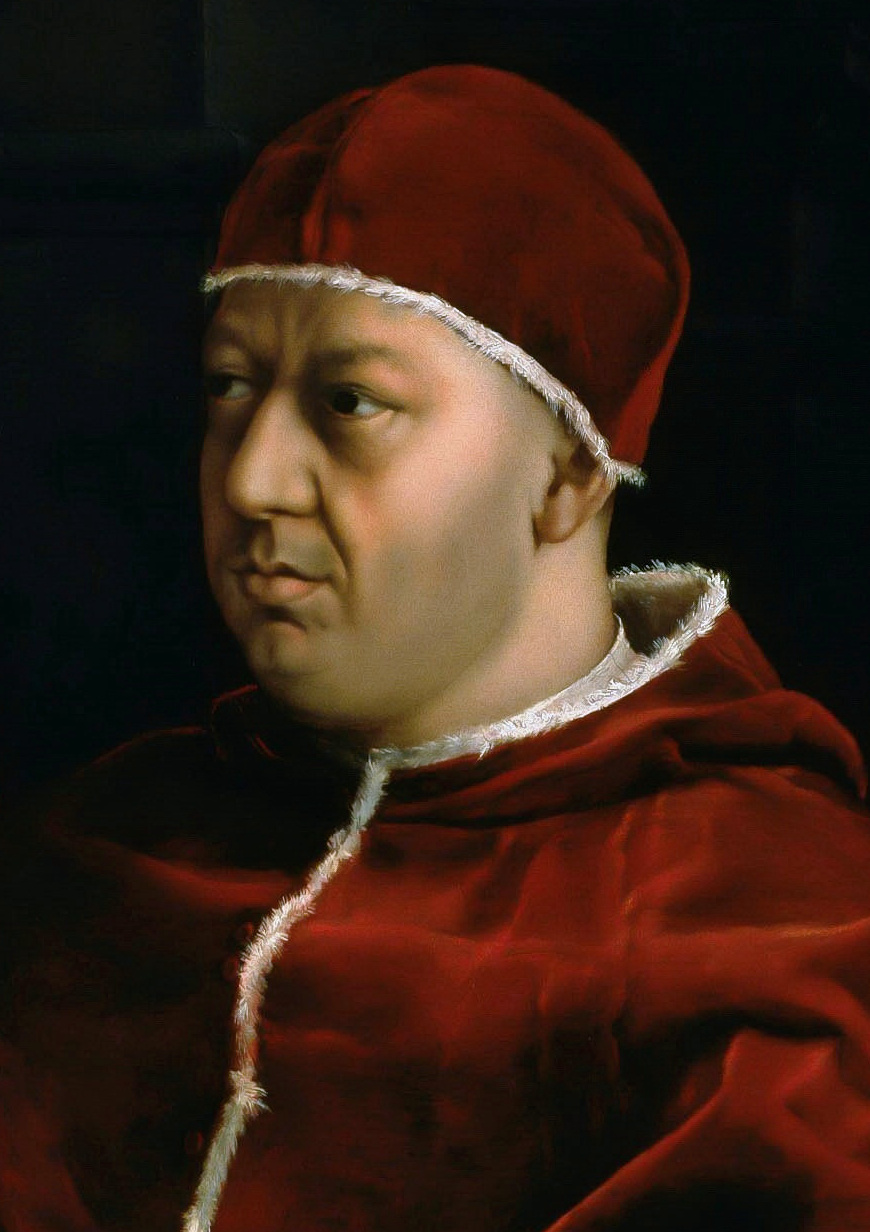
Papa Leão X, promulgador da bula ‘Ite vos’

Para os Frades Menores Conventuais, os tristes acontecimentos de 1517, se acrescentam outros, em parte ligados a eles e em parte a fatores mais gerais como: o surgir e afirmar-se do protestantismo, a expansão do império turco e a pressão das cortes europeias que ambicionavam os bens da Ordem. Não tendo conseguido a reforma ou a supressão geral, como se esperava, com a bula ‘Ite vos’, as cortes de Portugal, Espanha e França não se deram por vencidas. Zelo e avidez de bens levaram estas cortes pedir reformas de conventos e províncias e não demoraram a consegui-las, pagando uma taxa correspondente em dinheiro.
Assim, em 1517, com alguma dificuldade, foi concedido ao rei de Portugal Dom Manoel I, reformar 3 casas conventuais em Lisboa, Santarém e Tavira; o rei daria à Câmara Apostólica 500 ducados por convento. A quantia pareceu alta demais ao embaixador português em Roma, mas em outros 3 perdidos a concessão ficou mais barata: 100 ducados por tudo.
Tentativas de supressão total foram feitas mais de uma vez em Portugal, pelo Rei Dom João III em 1535, que apelava para a bula da ‘Ite vos’, conseguiu realizar seu projeto em 1566-7, quando teve por aliado o rei da Espanha Felipe II, ele também hostil aos conventuais e não isento de interesse pelos seus bens. Na Espanha, os conventuais já tinham perdido muitos conventos, com a supressão total, mais de 1.000 religiosos tiveram que emigrar ou enfrentar as penas previstas nas bulas papais: prisão e galé.
Entre tantas dificuldades a Ordem não perdeu sua vitalidade. Disso é testemunha o apostolado pastoral conduzido com zelo nas numerosas igrejas e santuários que ainda lhe pertenciam, especialmente os de Assis e de Pádua. As atividades missionárias empreendidas na Ásia e na América, um tanto pessoais e não duradouras por causa das supressões de Espanha e Portugal, e que ainda não foram suficientemente estudadas. Houve a fundação de novos conventos e províncias como a de Sardenha (1534), Bélgica (1558), das Novas Índias (1577), do Peru (1582-92) e da Colômbia.

### Supressão Inocente (1652)
A supressão dos pequenos conventos, ordenada pelo Papa Inocêncio X em 1652, foi um golpe duro para a Ordem. A intenção do Papa era boa: promover a vida regular, eliminar alguns abusos; para isso deveriam ser suprimidos os conventos com menos de 12 religiosos ou sem condições de sustentá-los. Mas as razões levantadas e as generalizações feitas não convenciam e não eram objetivas. Esta supressão se referia a todas as Ordens Religiosas, mas os Conventuais estiveram entre os mais prejudicados: na Itália e ilhas próximas, territórios afetados pela bula, em base às primeiras disposições, deveriam perder 457 conventos de um total de 907.

### Revolução Francesa e Supressões Napoleônicas (XVIII-XIX)
Sob a política do regalismo ‘ilustrado’ as Ordens religiosas caminhavam para uma extinção inglória. As supressões radicais inspiradas na Revolução Francesa deixaram, ao menos, uma grande constelação de mártires. Em 1790 a assembleia constituinte decretou a supressão de todas as Ordens religiosas. Os religiosos exclaustrados tiveram de escolher entre o juramento da constituição civil do clero, o desterro ou a morte. Como era de temer, parte dos religiosos receberam com alívio o convite de deixar o hábito em troca de uma pensão. Em contrapartida, um grupo seleto ofereceu a vida pela Igreja num total de mais de duzentos frades; muitos outros migraram ou foram violentamente deportados.
Em seguida, uma após outra, as nações ocupadas pelos exércitos de Napoleão Bonaparte, levando os princípios da Revolução Francesa, começaram o processo de supressão. Na Bélgica em 1796, foram suprimidos todos os conventos. Em 1802 foram expulsos todos os religiosos do Piemonte e de Sabóia; em 1803 acontecia o mesmo nos países alemães do Reno. Em 1809 Murat decretou a supressão de todos os conventos no sul da Itália; o mesmo fazia José Bonaparte na Espanha. Em 1810 a supressão alcançava toda a Itália. Também a Suíça e o Tirol sofreram supressões, enquanto na Baviera o regalismo prosseguia, chegando a ocupar os conventos e a secularizar muitas comunidades. Na Áustria a situação dos religiosos melhorou ligeiramente sob Francisco I. Por fim o rei Frederico Guilherme da Prússia decretava, em 1810, a supressão de todos os conventos, a lei afetou, sobretudo a Silésia, na parte anexada da Polônia.

### Renascimento e novas Missões (XX e XXI)

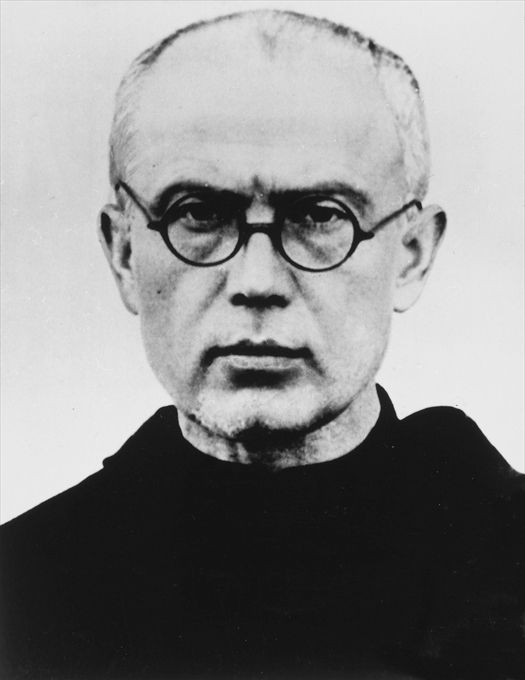
São Maximiliano Maria Kolbe, mártir da Caridade

A reconstrução da Ordem começou com a restruturação pós-napoleônica (1814), fortalecida pelo descobrimento do corpo de São Francisco sob o altar-mor da Basílica Inferior de Assis, depois de 52 noites de escavações (12.12.1818). Uma estatística de 1860 sinaliza uma retomada sem dúvida promissora: as províncias eram 21 (12 na Itália), duas as missões, 358 os conventos (250 na Itália), o número dos religiosos não é referido, mas não deviam ser muitos: pouco mais de mil; em 1893, províncias eram 24, entre as quais figurava, desde 1872 a dos EUA, fruto de uma missão iniciada pelos frades da Baviera em 1852, no Texas.
Em 1900, a Ordem se expandiu para a Inglaterra, por obra da província de Malta e em 1904, regressou à Espanha, depois de quase 4 séculos de supressão (o retorno a Portugal aconteceu somente em 1960). Em 1908, a província belgo-holandesa assumiu o trabalho apostólico na Dinamarca e mais tarde na Indonésia. Em 1909, frei João Riolo, no Brasil desde 1898, propôs a inserção da Ordem no Brasil, na diocese de Mariana; o capítulo geral de 1910 aprovou a missão e em agosto de 1911 quatro frades da província romana partiram para o Brasil; mas a missão não teve êxito: os acordos tomados não foram mantidos e os equívocos com o bispo foram tantos que os frades voltaram para a Itália.
Nestes anos surgiram também a missão chinesa do Shensi, a africana do Zâmbia, a do Japão com Maximiliano Maria Kolbe e a de Moldávia, de rito bizantino-eslavo. Mais tarde os conventuais recuperaram outras igrejas medievais, como São Lourenço em Nápoles (1937), São Francisco de Potenza e Ravenna (onde está enterrado Dante), e mais tarde ainda a Minoritenkirche de Colônia com o túmulo de João Duns Escoto (1954) e a Minoritenkirche de Viena (1957).
Em 1940, a província de Pádua abriu uma missão na Albânia e depois da guerra mundial na Suécia. Finalmente, em 1946, a Ordem alcançou as terras ‘novas’, proibidas antes aos Conventuais por causa da supressão de 1567 na Espanha e em Portugal. Além da fundação da Milícia da Imaculada, também se destaca a criação da revista O Mensageiro de Santo António e outros grandes serviços de evangelização.

## Atividades

### Atividade litúrgica e devocional
A atividade de espiritualidade, litúrgica e devocional da Ordem Conventual tem a sua mais alta expressão na prática das virtudes em grau heroico e na santidade dos frades, além dos da primeiras gerações, como São Francisco de Assis, Santa Clara de Assis, Santo Antônio de Pádua e São Boaventura, existe também São Pedro de Alcântara que morreu em 1562 na Espanha sob a obediência conventual; São José de Cupertino santo dos voos e padroeiro dos estudantes; São Maximiliano Maria Kolbe fundador da Milícia da Imaculada e de duas ‘Cidade da Imaculada’, morreu mártir em Auschwitz e Francisco Antônio Fasani, grande orador, conhecido como apóstolos dos pobres e encarcerados. 

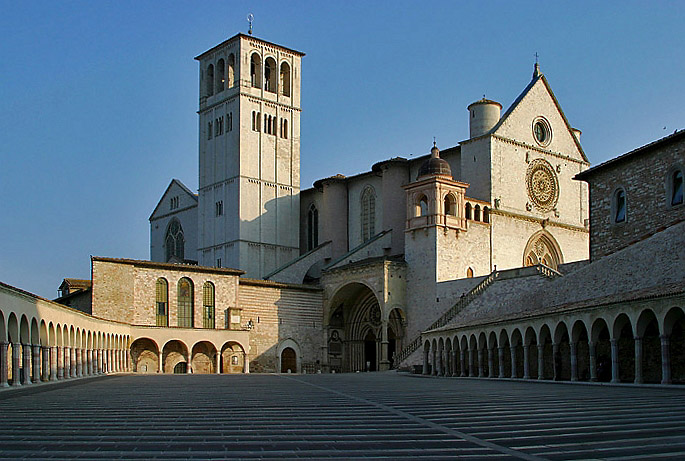
Basílica de São Francisco de Assis

Entre beatos se evidencia Frei Boaventura de Pontenza, um dos primeiros companheiros o Frei Egídio de Assis o bispo Frei Antônio Lucci, o polonês Frei Rafael Chylinski e os mártires da Revolução Francesa: João Francisco Burté, João Batista Triquerie, Louis Armand Adam e Nicolas Savouret. Como também os mártires da Segunda Guerra Mundial: Antonin Bajewski, Achilles Puchala, Ludwik Pius Bartosik, Karol Herman Stępień, Stanisław Tymoteusz Trojanowski, Innocent Guz e Bonifácio Zurowski. Outra manifestação é as devoções populares, da primeira geração: o presépio, o Angelus, a Via Sacra, a Coroa de Nossa Senhora e o Santíssimo Nome de Jesus. A partir do século XVI: a Corda Pia, Festa dos Estigmas de São Francisco, Trânsito de São Francisco e a propagação da Imaculada. Após São Maximiliano Kolbe, a Ordem teve um olhar especial mariana com a Milícia da Imaculada, revista Cavaleiro da Imaculada, radio/tv e as Cidades da Imaculada.
Nos séculos XVI e XVII apareceram grandes escritores da espiritualidade como Frei José Antônio Marcheselli (1742), Frei Casimiro Tempesti (1758) e o historiador Frei Antônio Benoffi (1786). Na propagação litúrgica se destaca Frei Serafino Pagni (1769) que encaminhou processos de canonização, Frei Antônio Azzoguidi (1770) que copilou o "Proprium OFMConv" da Liturgia das Horas; o hinógrafo Frei Antônio Bradimarte (1858) e o autor Frei Jerônimo Mileta de Sebenico (1947) que atuou com Papa Bento XIII. Somado a isso, se destaca os centros de evangelização, como a Basílica de São Francisco de Assis e a Basílica de Santo Antônio de Pádua, que manifesta diversas atividades pastorais.

### Atividade científica e artística
Motivados pelo bilhete de São Francisco de Assis a Santo Antônio de Pádua: ‘Apraz-me que leias e ensine Teologia’ a Ordem teve grande zelo e cuidado com os estudos. Nos primórdios da Ordem teve presença os Centros de Estudos de Paris (1236), Oxford (1230) e Cambridge (1250), depois expandindo além Itália, indo para outros países, como os de Praga, Colônia, Malta e Cracóvia. A maioria das escolas fundada pelos conventuais desapareceram com as supressões do século XVIII, desta somente ficou a Pontifícia Universidade de São Boaventura, a Seraphicum.

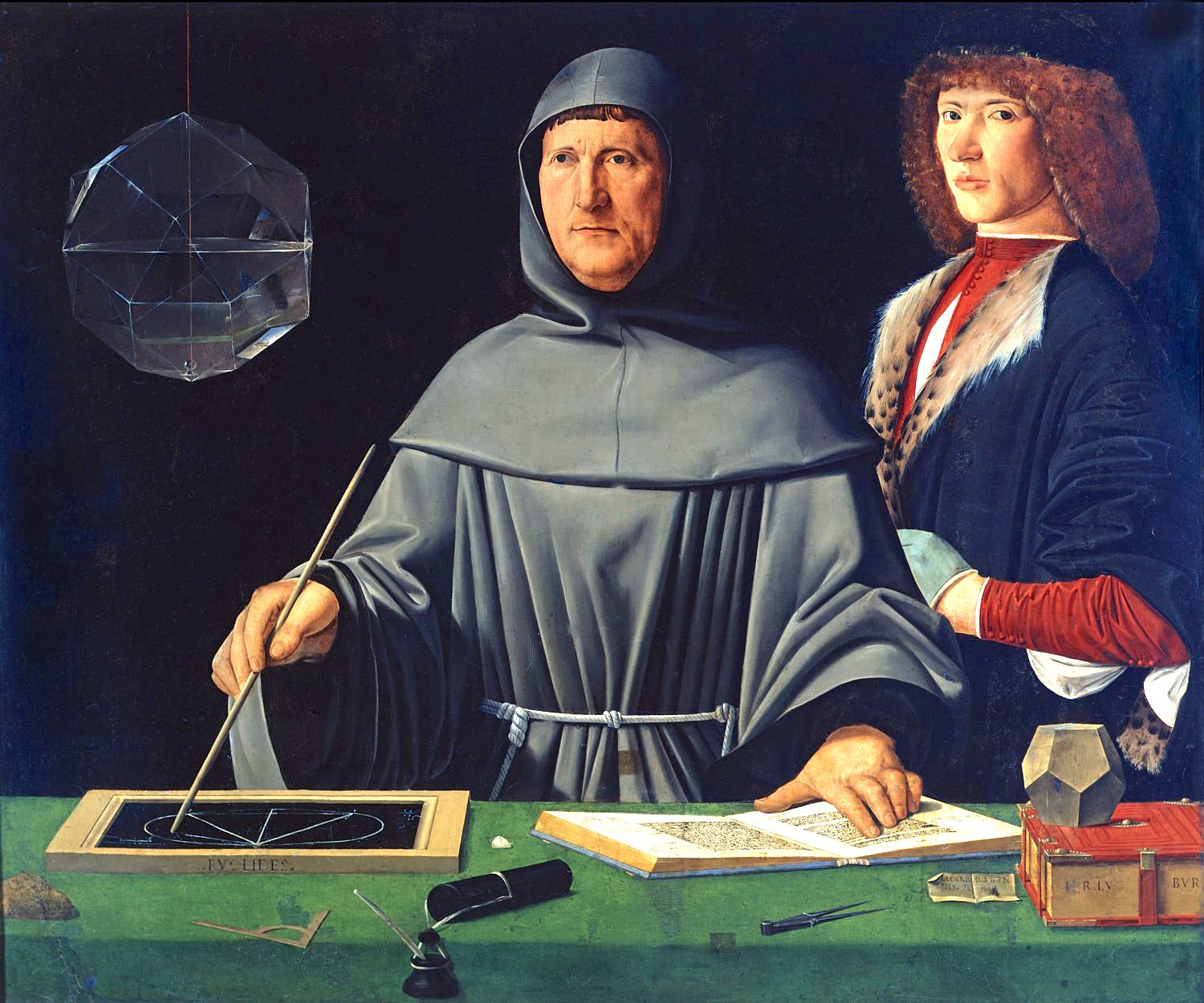
Retrato de Luca Pacioli (1495), este frade matemático compôs as obras: Suma Aritmética e Divina Proporção e Forma

Entre os filósofos e teólogos mais conhecidos se destacam Frei Maurício Ibernico (+1513), Frei Antônio Trombetta (+1517), Frei Jorge Benigno (+1520), Frei Cornélio Musso (+1595). Há também expoentes do pensamento de Frei João Duns Escoto: Frei Angelo Volpi (+1647), Frei Bartolomeu Mastrio (+1673) e Frei Boaventura Belluto (+1676). Bastante ligados a São Boaventura, se destacam: Frei Pedro Capúlio (+1625) e Frei Bonifácio de Augustinis (+1698). Como também na área de Mariologia com São Maximiliano Maria Kolbe.
Houve também frades historiadores, entre todos se destaca Frei João Jacinto Sbaraglia (+1764), elogiado pelo Paul Sabatier. Há também o grande pedagogo Frei Gregório Girard (+1850) promotor de escolas populares e do método jardim de infância. Grande trabalho no campo matemático, foi o Frei Luca Pacioli (+1517) autor da Summa Arithmetica, da Divina Proporção e Forma e grande amigo do Leonardo Da Vinci; O astrônomo Frei Hilário Senior (+1637), descobriu uma nova estrela e era amigo de Galilei Galileu.
Na área artística, se destaca os poetas e literários: Frei Francisco Mauri (+1572), Frei Francisco Moneti (+1713) e Frei Lourenço Fusconi (+1820). Os arquitetos: Frei Elias de Assis e Felipe de Campello. Os músicos: Frei Giambattista Martini (+1784), Frei Rufino Bartolucci (+1550) e Iacopo Turriti. Os pintores: Frei Tomás Rondoni (+1834), José Sacchi (+1690) e Frei Paschoal Sarullo (+1893). Também deve ser levado em consideração o acervo artístico da Basílica de São Francisco de Assis e da Basílica de Santo Antônio de Pádua, como também os famosos corais de Assis e Pádua.

### Atividade caritativo-social
O trabalho caritativo e social da Ordem Conventual foi se adequando e se desenvolvendo no decorrer do processo de escuta dos tempos. Logo de início era comum na ordem franciscana o cuidado e o zelo pelos mais excluídos da sociedade. Entre os trabalhos, se evidencia as pregações de grandes oradores, como Frei Francisco Visdomini (+1573) e Frei Francisco Zirano (+1605). Houve intenso trabalho com escravos e com pessoas doentes de peste, entre eles, Frei Annibal Santucci (+1596) e Frei Carlos Sparavelli (1591).
No ensino popular, atuou o grande pedagogo Frei Girard (+1850), fundador de escolas populares e do método jardim de infância. É forte também a influência de conselheiros conventuais de príncipes e reis. Outra grande obra é a "Obra do pão dos Pobres" em Pádua, com inspiração de Santo Antônio e a Milícia da Imaculada na Polônia. Soma-se a essas: "Pia Casa de Abrigo" em Loreto, "Centro de Trabalho" em Transilvânia, "Orfanato Santo Antônio" em Nápoles, "Instituto dos Deficientes Físicos" no Japão, a "Cidade dos Meninos" no Brasil e o "Instituto para os filhos do marinheiro" em Pádua.

## Presença em Portugal
A Ordem Franciscana chegou a Portugal por volta de 1217, contando, entre os primeiros conventos, os de Guimarães, de Alenquer e de Santo Antão dos Olivais, em Coimbra, que, a seguir à canonização de Santo António, passará a chamar-se Santo António dos Olivais, por ter sido ali que este grande santo português vestiu o hábito franciscano. Em 1394, as três Custódias que agrupavam os frades portugueses tornaram-se independentes, formando a única Província de Portugal, com cerca de vinte e cinco Conventos. Porém, em 1568, pela bula do Papa Pio V, a Província dos Conventuais e, com ela, o ramo dos Franciscanos Conventuais em Portugal, foi extinta. Portanto, a partir de 1568, os Frades Menores Conventuais ficaram ausentes na história eclesiástica de Portugal, até ao ano de 1967.

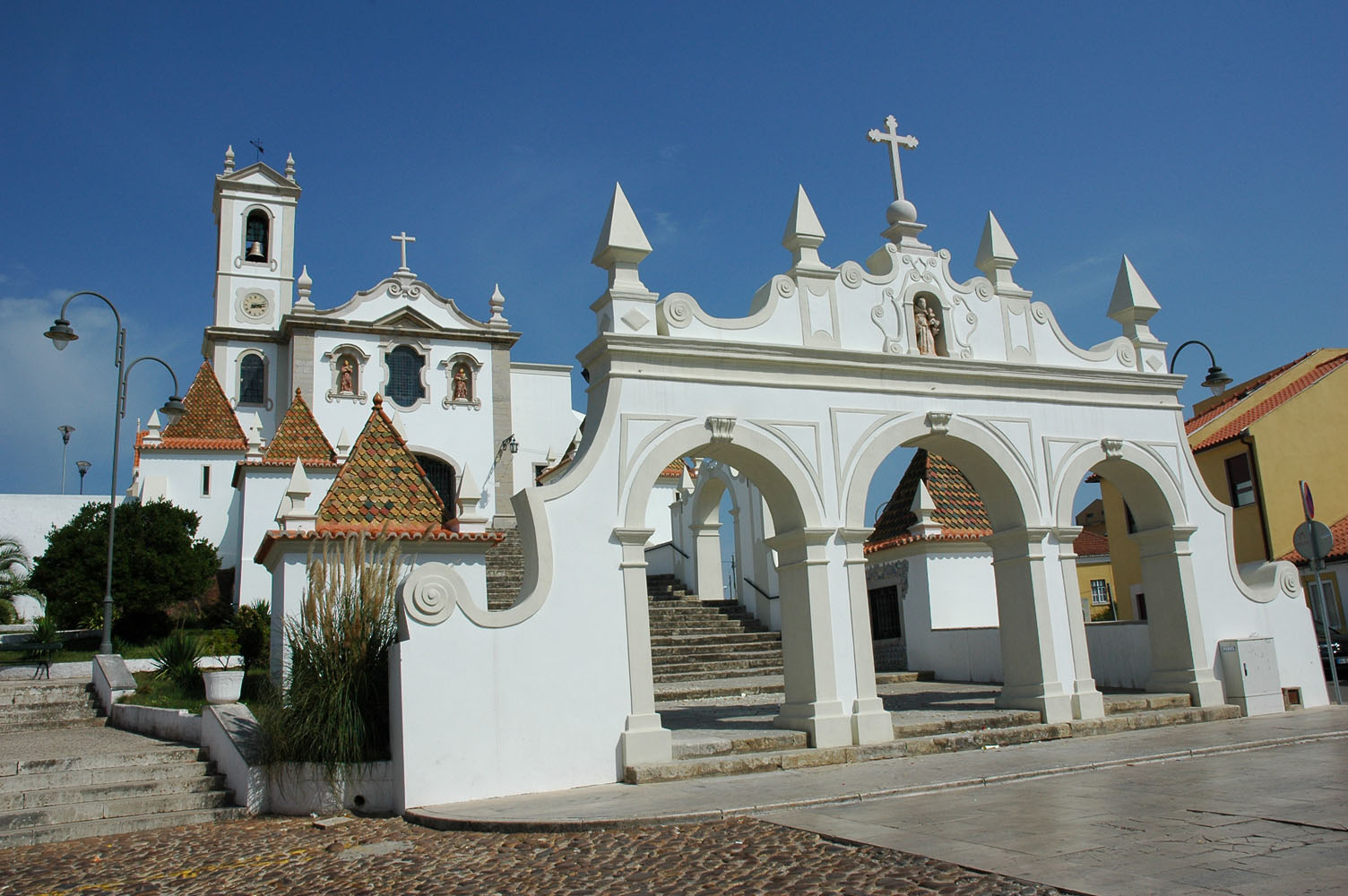
Igreja Santo António de Olivais - Coimbra

O regresso dos Franciscanos Conventuais a Portugal começou com a chegada de frei Emanuel Bridio a Coimbra, em finais de 1967, como Delegado Provincial, e logo começou a definir com o Bispo de Coimbra, as modalidades de inserção dos Conventuais na cidade de Coimbra. Os anos de 1968-1974 são caracterizados pelo acordo, entre a Província Patavina e a Diocese de Coimbra, para construir uma nova Paróquia - Nossa Senhora de Lourdes - que representaria o primeiro passo para poder chegar à Igreja de Santo António dos Olivais. Depois em 1978 os frades da Paróquia de Nossa Senhora de Lourdes passam para a Paróquia de Santo António dos Olivais – em Novembro de 1974.
Em 1982, surge a possibilidade de abertura de uma segunda comunidade em Portugal na capital Lisboa e o Capítulo Provincial de 1982 acolhe o pedido do Cardeal-Patriarca e, no final do mesmo ano, envia dois frades – frei Eliseu Moroni e frei Alberto Bissoli – para a nova comunidade na "Zona J", em Chelas, que será canonicamente erecta em 23 de Janeiro de 1983. Em vinte anos de presença foram construídas duas igrejas – São Maximiliano Kolbe e Santa Clara –, os respectivos Centros Paroquiais, um Centro Social e o novo Convento. Diante da necessidade da Pastoral Juvenil e Vocacional, foi aberta uma Casa filial em Coimbra e somada a ela foi assumida outra presença em Viseu.

## Presença na América Latina

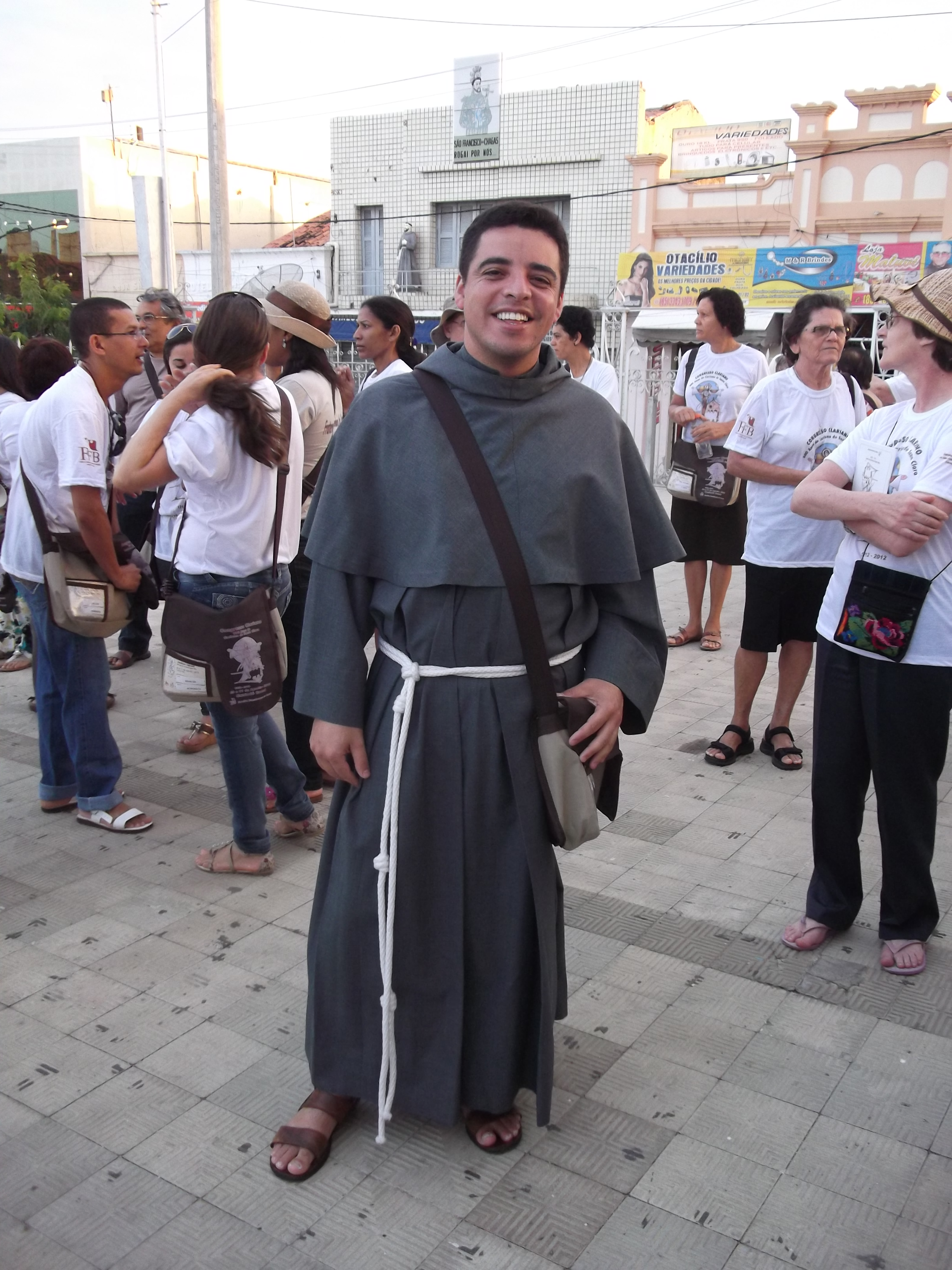
Frade Conventual com hábito cinza.

A igreja latino-americana, depois das guerras de independência, viveu um período de assentamento e de busca da própria identidade. Durante o período colonial, de dependência da Espanha e Portugal, os elos com Roma foram mantidos por meio do Conselho das Índias que representava os interesses da Coroa. Porém, Roma, por causa do padroado espanhol não conhecia a América Latina e por isso não compreendia a realidade. Isso favoreceu para o crescimento do anticlericalismo latino e uma forte influência do liberalismo iluminista e racionalista.
Em resposta a esta situação, a Igreja Católica enviou muitos missionários, sobretudo do campo educativo e motivou a formação de animação leiga como Ação Católica e grupos de jovens acadêmicos cristãos. Foi neste contexto que os Conventuais chegaram na América Latina, começando pelo Rio de Janeiro no Brasil em 1946. No mesmo ano, outros missionários americanos foram para Costa Rica fundando a Custódia Nossa Senhora dos Anjos. Em 1948 chegaram missionários paduanos tomando três presenças: Brasil, Argentina e Uruguai.
Na década de 1960, surgiram novas missões em Honduras e Brasil, no estado do Maranhão. Foi em Honduras que a ordem religiosa teve seu primeiro mártir conventual: Frei Casimiro Cypher, morto pelo exército local. Na década de 1970, houve novos impulsos missionários novamente no Brasil em Brasília, na Colômbia, Venezuela, Bolívia e México nos distritos de Guerrero e Valle.
Por fim, houve presença de missionários poloneses no Peru, onde novamente houve dois mártires em terras latinas: Frei Miguel Tomaszek e Zbigniew Strzalkowski, mortos pelo Sandero Luminoso; outro mártir foi o italiano Frei Carlos Murias assassinado pelos paramilitares argentinos. Acrescenta na década de 1980, as presenças do Paraguai, Chile, Equador e Caribe. Recentemente, foi elevada a Custódia Provincial de Maria Mãe de Misericórdia na América Central, que está presente na Costa Rica, em Honduras, em El Salvador e na Guatemala.

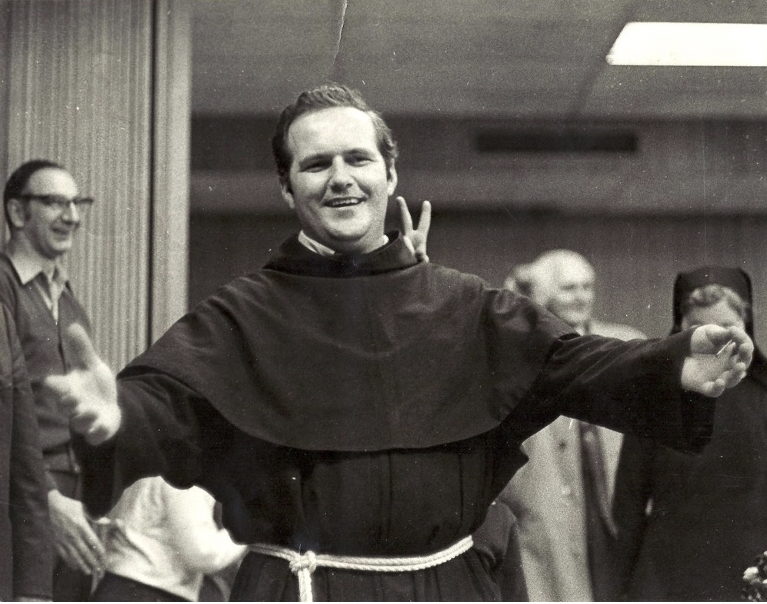
Foto do Frei Casimiro Cypher, primeiro mártir conventual na América Latina

### Brasil
No Brasil, aconteceu a primeira presença dos Conventuais na América Latina em 1946, com o envio de missionários americanos no Rio de Janeiro, eram eles: Frei Fintan Kelty, Xavier Scheridan e Sixto Patrik. Ao chegaram no país fundaram uma Universidade Rural (1949) no estado de Minas Gerais. A segunda presença no país foi com missionários que vieram de Pádua, no ano de 1948, sendo eles: Frei Vitório Valentini, Frei Marino Temporim, Luciano Biasio e Frei José Caruso. Um dos trabalhos elaborados pela presença são a Cidade dos Meninos, Milícia da Imaculada e o cuidado pastoral do Santuário Senhor do Bonfim.
Em 1968 é fundada a terceira missão brasileira no estado do Maranhão pela província romana, seus pioneiros foram os Frades: Luiz D’Andrea, Mário Paloni, Eduardo Rossi e Antônio Sinibaldi, este último morreu salvando alguns jovens de um naufrágio, seu túmulo ainda é venerado pelos fiéis. A última presença brasileira será pelos frades poloneses, que no ano de 1974 foi aberta pelo frade Agostinho Januszewicz, que depois foi acrescentado pelos frades: Eusébio Wargulewski, Marcos Ignaszewski, Miroslaw Kramek e Edmundo Grabowiecki. Esta presença é marcada pela publicação do Cavaleiro da Imaculada, a propagação da Milícia da Imaculada, o trabalho pastoral no Jardim da Imaculada e a missão no Amazonas.

### Jurisdições
- Província Rioplatense São António de Pádua (Argentina/Uruguai)
- Custódia São Francisco de Assis (Bolívia)
- Custódia Imaculada Conceição (Brasil)
- Província São Francisco de Assis (Brasil)
- Província São Maximiliano Kolbe (Brasil)
- Custódia São Boaventura (Brasil)
- Delegação Chile (Chile)
- Custódia San Francisco de Asís (Colômbia)
- Custódia Provincial de Maria Mãe de Misericórdia na América Central[34]
- Delegação Cuba (Cuba)
- Delegação Equador (Equador)
- Província N Sra. De Guadalupe (México)
- Delegação Paraguai (Paraguai)
- Delegação Peru (Peru)
- Custódia N. Sra. De Coromoto (Venezuela)[36]

## Governo Geral
- Ministro Geral: Frei Carlos Trovarelli
- Vice-Ministro Geral: Frei Igor Salmic
- Secretário Geral: Frei Tomasz Szymczak
- Definidor Geral: Frei Rogério Pereira Xavier
- Definidor Geral: Frei Giuseppe Myoungjin Park
- Definidor Geral: Frei Joseph Wood
- Definidor Geral: Frei Tomás Lesnak
- Definidor Geral: Frei Colin Charles Sammut
- Definidor Geral: Frei Blasio Ooko Olenge
- Definidor Geral: Frei Vincenzo Cosatti

## Papas Franciscanos Conventuais
| Papa              | Inicio              | Término                | Período de Pontificado |
| ----------------- | ------------------- | ---------------------- | ---------------------- |
| Papa Sisto V      | 24 de Abril de 1585 | 27 de Agosto de 1590   | 5 anos, 125 dias       |
| Papa Clemente XIV | 19 de Maio de 1769  | 22 de Setembro de 1774 | 5 anos, 126 dias       |

## Cardeais vivos pertencentes à Ordem
- Dom Mauro Gambetti
- Dom François-Xavier Bustillo
- Dom Dominique Joseph Mathieu

## Bispos no Brasil pertencentes à Ordem
- Dom João Casimiro Wilk
- Dom Fernando Mason
- Dom João Mamede Filho
- Dom Janusz Marian Danecki (Falecido em 2024)
- Dom Agostinho Stefan Januszewicz (Falecido em 2011)
- Dom Luís d’Andrea (Falecido em 2012)
- Dom Elias James Manning (Falecido em 2019)

## Santos, beatos e testemunhas da Ordem

### Santos
| Nome                         | Nascimento / Falecimento | Ano de Beatificação | Ano de Canonização | Papa               |
| ---------------------------- | ------------------------ | ------------------- | ------------------ | ------------------ |
| São José de Cupertino        | 1603/1663                | 1753                | 1767               | Papa Bento XIV     |
| São Francisco Antônio Fasani | 1681/1742                | 1951                | 1986               | Papa João Paulo II |
| São Maximiliano Maria Kolbe  | 1894/1941                | 1971                | 1982               | Papa João Paulo II |

### Beatos

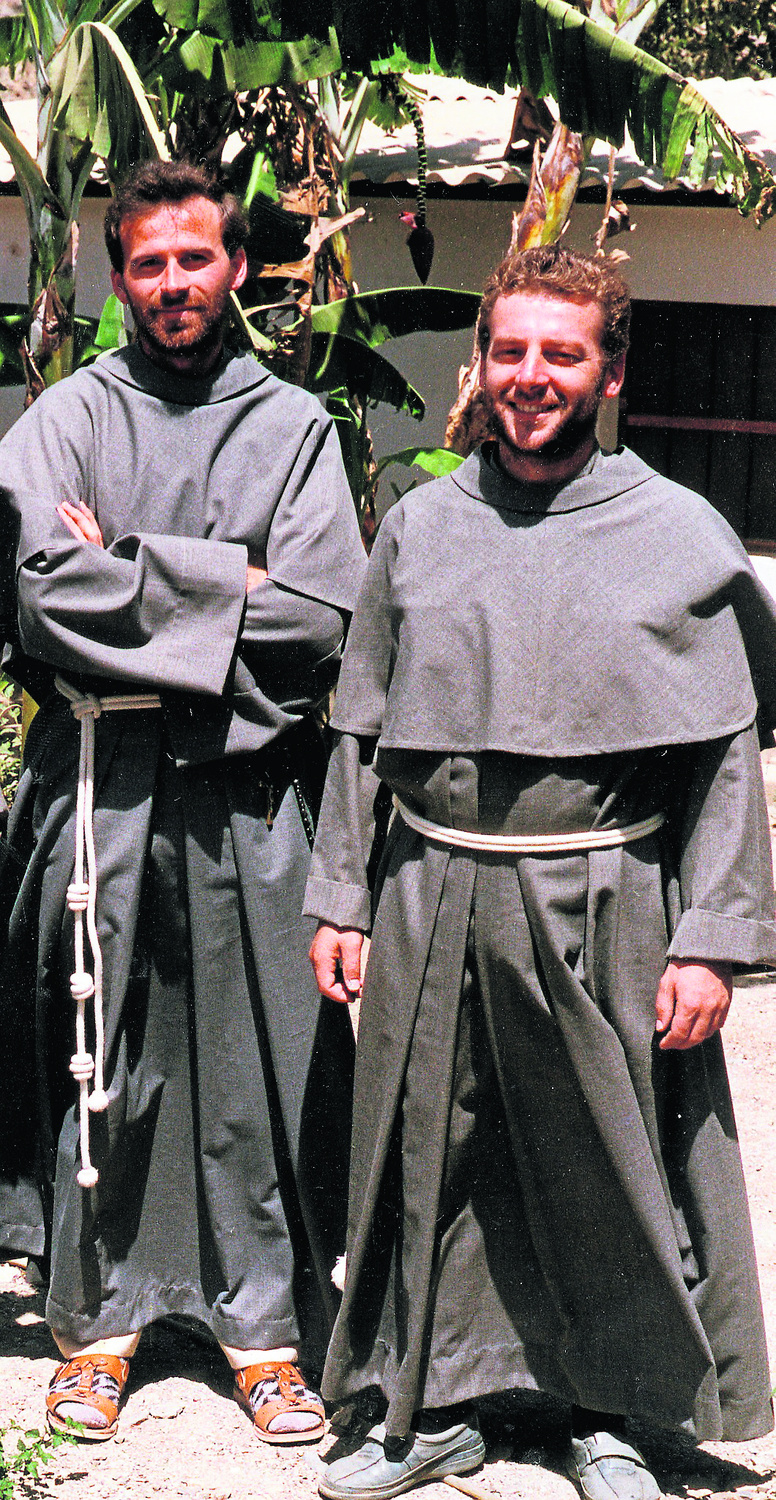
Mártires missionários polonês, Frei Miguel Tomaszek e Zbigniew Strzalkowski

| Nome                            | Nascimento / Falecimento | Ano de Beatificação | Papa               |
| ------------------------------- | ------------------------ | ------------------- | ------------------ |
| Boaventura de Pontenza          | 1651/1711                | 1775                | Papa Pio VI        |
| Egídio de Assis                 | 1190/1262                | 1777                | Papa Pio VI        |
| Tiago Strepa                    | 1340/1409                | 1790                | Papa Pio VI        |
| João Francisco Burté            | 1740/1792                | 1926                | Papa Pio XI        |
| João Batista Triquerie          | 1747/1794                | 1955                | Papa Pio XII       |
| Antônio Lucci                   | 1681/1752                | 1989                | Papa João Paulo II |
| Rafael Chylinski                | 1694/1741                | 1991                | Papa João Paulo II |
| João Duns Escoto                | 1266/1308                | 1993                | Papa João Paulo II |
| Louis Armand Adam               | 1744/1794                | 1995                | Papa João Paulo II |
| Nicolas Savouret                | 1733/1794                | 1995                | Papa João Paulo II |
| Antonin Bajewski                | 1915/1941                | 1999                | Papa João Paulo II |
| Bonifácio Zurowski              | 1913/1942                | 1999                | Papa João Paulo II |
| Innocent Guz                    | 1890/1940                | 1999                | Papa João Paulo II |
| Achilles Puchala                | 1911/1943                | 1999                | Papa João Paulo II |
| Ludwik Pius Bartosik            | 1909/1941                | 1999                | Papa João Paulo II |
| Karol Herman Stępień            | 1910/1943                | 1999                | Papa João Paulo II |
| Stanisław Tymoteusz Trojanowski | 1908/1942                | 1999                | Papa João Paulo II |
| Alfonso Lopez                   | 1878/1936                | 2001                | Papa João Paulo II |
| Modesto Vegas                   | 1871/1936                | 2001                | Papa João Paulo II |
| Dionisio Vicente                | 1912/1936                | 2001                | Papa João Paulo II |
| Pedro Rivera                    | 1912/1936                | 2001                | Papa João Paulo II |
| Francisco Remón                 | 1890/1936                | 2001                | Papa João Paulo II |
| Miguel Remón                    | 1907/1936                | 2001                | Papa João Paulo II |
| Francisco Zirano                | 1565/1603                | 2014                | Papa Francisco     |
| Miguel Tomaszek                 | 1960/1991                | 2015                | Papa Francisco     |
| Zbigniew Strzalkoswki           | 1958/1991                | 2015                | Papa Francisco     |
| Carlos de Dios Murias           | 1945/1976                | 2018                | Papa Francisco     |

### Causas em andamento
| Nome                                             | Nascimento / Falecimento |
| ------------------------------------------------ | ------------------------ |
| Venerável Frei Bartolomeo Agricola               | 1560/1621                |
| Venerável Frei Domenico Girardelli               | 1632/1683                |
| Venerável Frei Domenico Lo Verme                 | 1641/1713                |
| Venerável Frei Giuseppe Maria Cesa               | 1686/1744                |
| Venerável Frei Angelo Antonio Sandreani          | 1675/1752                |
| Venerável Frei Benvenuto Bambozzi                | 1809/1875                |
| Venerável Frei Wenanty Katarzyniec               | 1889/1921                |
| Venerável Frei Melchior Fordon                   | 1862/1927                |
| Venerável Frei Girolamo Maria Biasi              | 1897/1929                |
| Venerável Frei Luigi Lo Verde                    | 1910/1932                |
| Venerável Frei Placido Cortese                   | 1907/1944                |
| Venerável Frei Giacomo Bulgaro                   | 1879/1967                |
| Venerável Frei Leão Veuthey                      | 1896/1974                |
| Venerável Frei Quirico Pignalberi                | 1891/1982                |
| Venerável Frei Dom Francesco Costantino Mazzieri | 1889/1983                |
| Venerável Frei Martin Benedict                   | 1931/1986                |
| Servo de Deus Frei Didak Kelemen                 | 1683/1744                |
| Servo de Deus Frei Antonio Maria Mansi           | 1896/1918                |
| Servo de Deus Frei Giovane Soggiu                | 1883/1930                |
| Servo de Deus Lodovico Coccapani                 | 1849/1931                |
| Servo de Deus Frei Casimiro Cypher               | 1941/1975                |
| Servo de Deus Frei Innocenty Maria Wojcik        | 1918/1994                |
| Servo de Deus Frei Martinho Maria de Porres Ward | 1918/1999                |
| Servo de Deus Frei Egidio Merola                 | 1906/2002                |
| Servo de Deus Frei Anton Demeter                 | 1925/2006                |
| Servo de Deus Frei Matteo La Grua                | 1914/2012                |